# Simulium tuyense
Simulium tuyense es una especie de insecto del género Simulium, familia Simuliidae, orden Diptera.

## Distribución
Se distribuye por Filipinas.

## Taxonomía
Fue descrita científicamente por Takaoka, 1983.